# 川奈駅

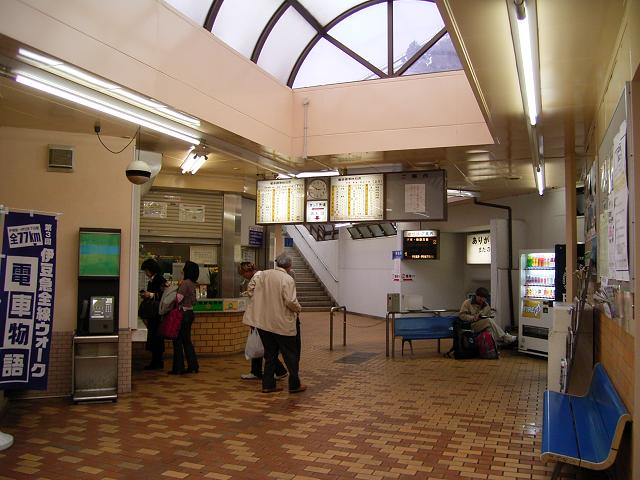
天窓があり、明るい改札口（2007年3月）

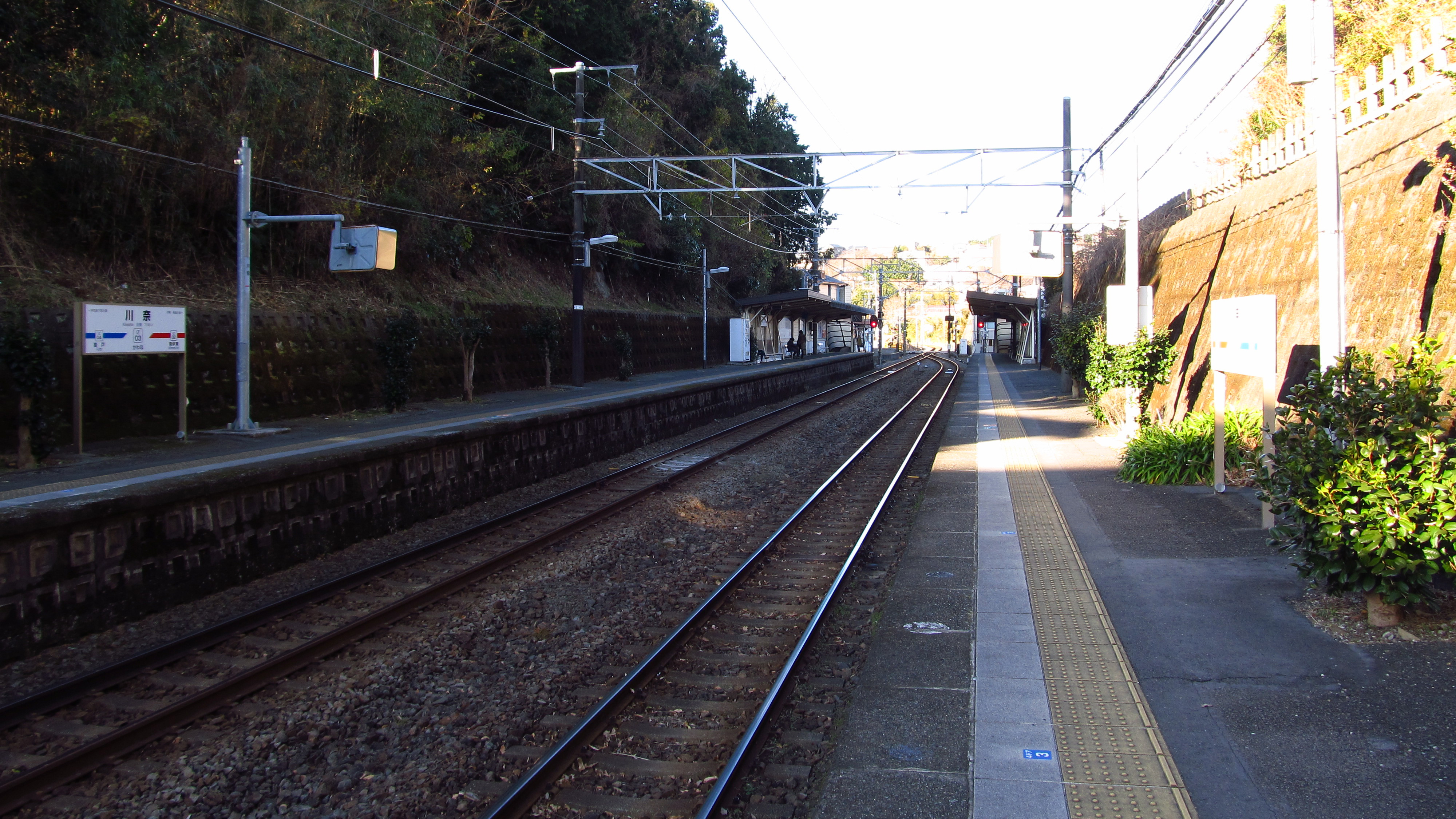
ホーム（2018年1月）

川奈駅（かわなえき）は、静岡県伊東市川奈にある、伊豆急行伊豆急行線の駅である。駅番号はIZ03。
普通列車のみ停車する駅だが、フジサンケイレディスクラシック開催日には、一部の特急が停車する。

## 概要
当初は川奈ホテル付近に設置することも検討されたが、川奈ホテル側が「当ホテルはリゾートホテルの趣旨を理解された、それなりのステータスのお客様を対象としており、それらの方々は自家用車で来られるわけであるから電車で来場する一般客を対象としているわけではなく、そのために騒がしくなることはホテルの趣旨に反する」と断った逸話は有名な話である。その結果、川奈集落へ至る道に面した現在の場所に建設された。
開業時周囲にはほとんど建物が無かったが、国道135号が近くを走っていることや、伊東駅まで2駅という利便性から徐々に宅地化が進んだ。また店舗併設駅舎への改築やユニー伊東店（現・アピタ伊東店）の開業などの影響もあって、現在では伊東のベッドタウンとなった。

## 歴史
- 1961年（昭和36年）12月10日：開業。
- 1968年（昭和43年）6月18日：当駅構内で列車同士が接触する事故が発生する。
- 1982年（昭和57年）9月14日：当駅構内でポイント故障が原因の脱線事故が発生する。

## 駅舎
現在の駅舎は1980年代に建設されたもので、2代目にあたる。
伊豆急行線の特急通過駅としては珍しく、食料品スーパー（東急ストア）などが駅舎に併設されている。駅前に伊豆急東海タクシーの乗り場がある。

## 駅構造
相対式ホーム2面2線を有する地上駅。
開業時、ホームと駅舎は構内踏切で結ばれていたが、駅舎改築時に構内踏切は廃止され地下道が新設された。また、この際にホーム上屋も延伸されている。トイレは1番ホーム上にある。ホームの富戸寄りには、椿やツツジが多数植えられている。

### のりば
| 番線 | 路線       | 方向 | 行先           | 備考            |
| ---- | ---------- | ---- | -------------- | --------------- |
| 1    | 伊豆急行線 | 下り | 伊豆急下田方面 | 一部列車は2番線 |
| 2    | 伊豆急行線 | 上り | 伊東・熱海方面 | 一部列車は1番線 |

- 一線スルー構造になっているため（2番線が本線）、通過列車のほとんどは、上下どちらとも2番線を通る。停車列車は基本的に方向別に停車するが、通過列車を待ち合わせる場合など、逆のホームに入る場合がある。そのため、出発信号機は1、2番線とも上下両側に設置されている。
- 一部の特急列車は、当駅で列車交換をする。（季節によって客扱いをする列車もわずかながら存在している。）

### 構内
- SuicaおよびSuicaと相互利用可能なICカード（PASMO等）は、伊豆急行線内全駅で利用可能であり、当駅を含む一部の駅には簡易チャージ機も設置されている。

## 利用状況
- 2020年（令和2年）度の1日平均乗車人員は475人である。

近年の1日平均乗車人員の推移は以下の通りである。
| 年度               | 1日平均 乗車人員 | 出典     |
| ------------------ | ---------------- | -------- |
| 1993年（平成05年） | 1,218            | [ * 1 ]  |
| 1994年（平成06年） | 1,167            | [ * 2 ]  |
| 1995年（平成07年） | 1,188            | [ * 3 ]  |
| 1996年（平成08年） | 1,255            | [ * 4 ]  |
| 1997年（平成09年） | 1,154            | [ * 5 ]  |
| 1998年（平成10年） | 1,106            | [ * 6 ]  |
| 1999年（平成11年） | 1,064            | [ * 7 ]  |
| 2000年（平成12年） | 983              | [ * 8 ]  |
| 2001年（平成13年） | 912              | [ * 9 ]  |
| 2002年（平成14年） | 825              | [ * 10 ] |
| 2003年（平成15年） | 798              | [ * 11 ] |
| 2004年（平成16年） | 770              | [ * 12 ] |
| 2005年（平成17年） | 827              | [ * 13 ] |
| 2006年（平成18年） | 821              | [ * 14 ] |
| 2007年（平成19年） | 837              | [ * 15 ] |
| 2008年（平成20年） | 827              | [ * 16 ] |
| 2009年（平成21年） | 809              | [ * 17 ] |
| 2010年（平成22年） | 761              | [ * 18 ] |
| 2011年（平成23年） | 696              | [ * 19 ] |
| 2012年（平成24年） | 748              | [ * 20 ] |
| 2013年（平成25年） | 772              | [ * 21 ] |
| 2014年（平成26年） | 772              | [ * 22 ] |
| 2015年（平成27年） | 787              | [ * 23 ] |
| 2016年（平成28年） | 783              | [ * 24 ] |
| 2017年（平成29年） | 767              | [ * 25 ] |
| 2018年（平成30年） | 735              | [ * 26 ] |
| 2019年（令和元年） | 700              | [ * 27 ] |
| 2020年（令和02年） | 475              | [ * 28 ] |

## 駅周辺
周囲には住宅地が広がっている。観光スポットは車で5分程度の距離に散在している。
- 静岡県立伊東商業高校
- 川奈海水浴場
- 川奈ホテル
  - 川奈ホテルゴルフコース
- サザンクロスカントリークラブ
- 小室山公園
- 伊東市役所川奈出張所
- 国道135号

## バス路線
「川奈駅」停留所にて、東海バス（伊東営業所）の路線が発着する。
- I30・I31・I33・I35・I37：伊東駅 ※I35・I37は平日朝2本のみ
- I30：川奈港
- I31：伊豆海洋公園
- I35：松ヶ崎
- I37：蓮着寺口

そのほか、「川奈口」停留所から伊豆ぐらんぱる公園・伊豆シャボテン公園・一碧湖方面へのバスが発着する。

## 隣の駅
伊豆急行
 伊豆急行線
南伊東駅（IZ02） - 川奈駅（IZ03） - 富戸駅（IZ04）

### 利用状況
静岡県統計年鑑
1. ↑  静岡県統計年鑑1993（平成5年） (PDF)
2. ↑  静岡県統計年鑑1994（平成6年） (PDF)
3. ↑  静岡県統計年鑑1995（平成7年） (PDF)
4. ↑  静岡県統計年鑑1996（平成8年） (PDF)
5. ↑  静岡県統計年鑑1997（平成9年） (PDF)
6. ↑  静岡県統計年鑑1998（平成10年） (PDF)
7. ↑  静岡県統計年鑑1999（平成11年） (PDF)
8. ↑  静岡県統計年鑑2000（平成12年） (PDF)
9. ↑  静岡県統計年鑑2001（平成13年） (PDF)
10. ↑  静岡県統計年鑑2002（平成14年） (PDF)
11. ↑  静岡県統計年鑑2003（平成15年） (PDF)
12. ↑  静岡県統計年鑑2004（平成16年） (PDF)
13. ↑  静岡県統計年鑑2005（平成17年） (PDF)
14. ↑  静岡県統計年鑑2006（平成18年） (PDF)
15. ↑  静岡県統計年鑑2007（平成19年） (PDF)
16. ↑  静岡県統計年鑑2008（平成20年） (PDF)
17. ↑  静岡県統計年鑑2009（平成21年） (PDF)
18. ↑  静岡県統計年鑑2010（平成22年） (PDF)
19. ↑  静岡県統計年鑑2011（平成23年） (PDF)
20. ↑  静岡県統計年鑑2012（平成24年） (PDF)
21. ↑  静岡県統計年鑑2013（平成25年） (PDF)
22. ↑  静岡県統計年鑑2014（平成26年） (PDF)
23. ↑  静岡県統計年鑑2015（平成27年） (PDF)
24. ↑  静岡県統計年鑑2016（平成28年） (PDF)
25. ↑  静岡県統計年鑑2017（平成29年） (PDF)
26. ↑  静岡県統計年鑑2018（平成30年） (PDF)
27. ↑  静岡県統計年鑑2019（令和元年） (PDF)
28. ↑  静岡県統計年鑑2020（令和2年） (PDF)